# Gatua wa Mbugwa
Gatua wa Mbugwa est un professeur, linguiste, écrivain kenyan.
Professeur à l'université du Wyoming au programme des études afro-américaines, il a écrit sa thèse pour la première fois dans l'histoire en langue Kikuyu (du Kenya). Il vécut à Nakuru jusqu'en 1980 où il devint fermier afin de survivre. Aujourd'hui[Depuis quand ?], il enseigne l'impact global des cultures africaines et de la diversité de leur agriculture.
Il a produit deux CD de poésie en langue Kikuyu. Il est un contributeur régulier du journal culturel Mutiiri, écrit en Kikuyu.